# 以色列历史

以色列

以色列的歷史涵蓋了黎凡特南部地區，也被稱為迦南、巴勒斯坦或聖地，這是現代以色列和巴勒斯坦國家的地理位置。 從史前時期作為關鍵黎凡特走廊的一部分，見證了早期人類走出非洲的浪潮，到納圖夫文化的出現。公元前10世紀，該地區進入青銅時代。公元前2000年，隨著迦南文明的發展，在青銅時代晚期被古埃及附庸。在鐵器時代，以色列和猶大王國建立，它們是猶太民族和撒馬利亞民族起源以及亞伯拉罕信仰傳統的核心實體。這催生了猶太教、撒馬利亞教、基督教、伊斯蘭教、德魯茲教、巴哈教和各種其他宗教運動。在整個人類歷史進程中，以色列這片土地一直受到各種政體的影響或控制，因此，它歷史上曾經居住過各種各樣的民族。
約公元前10世紀，猶大王國和以色列王國出現。根据舊約聖經和希伯來聖經指出，在此之前有一個由掃羅王、大衛王和所羅門王統治的單一王國，據說第一聖殿是由所羅門建造的。考古學家一直在爭論以色列聯合王國是否曾經存在過，支持這種政體的人進一步分為支持聖經記載的至上主義者和認為任何這樣的政體都沒有存在的極簡主義者。以色列和猶大國歷史學家和考古學家一致認為，北部以色列王國大約在公元前900年就已經存在 ，而南部猶大王國大約在公元前850年存在。

## 古代

### 早期文明和古埃及附庸
青銅時代晚期的迦南是幾個世紀前的影子：許多城市被遺棄，其他城市規模縮小，總定居人口可能不超過十萬。定居點集中在沿海平原和主要交通要道沿線的城市；雖然來往迦南埃及兩地的信件顯示耶路撒冷已經是承認古埃及主權的迦南城邦，但後來成為聖經中的以色列王國的中部和北部山區卻人煙稀少。在政治和文化上由埃及主導，每個城市都在自己的統治之下，有時候與鄰國發生爭執，會請求宗主國埃及裁決他們的分歧。
迦南城邦體系在青銅時代晚期崩潰期間崩潰，迦南文化隨後逐漸被非利士人、腓尼基人和以色列人的文化吸收。 這個過程是漸進的，古埃及強大的地緣影響力一直持續到公元前12世紀，雖然一些迦南城市被摧毀，但其他城市在鐵器時代一期仍然存在。
根據考古證據和現代考古學的記載，以色列人和他們的文化並不是透過武力佔領迦南地區的，而是從長期居住在南黎凡特、敘利亞、古以色列和外約旦的土著迦南人中分支出來的，透過以雅威（聖經和塔納赫的耶和華）為中心的獨特的一神論宗教的逐漸演變。
聖經學者肯尼思·基欽認為，從約書亞征服迦南直到第一個以色列和猶大王國的形成（約公元前1150-1025年），以色列部落可能已經形成了一個鬆散的聯盟。在這個構想中，不會存在中央政府但在危機時期，人民將由被稱為法官（shoftim）的特設酋長領導。然而，一些學者不確定古代以色列是否存在這樣的角色。

### 以色列聯合王國
考古學家一直在爭論以色列聯合王國是否曾經存在過。
大約公元前1050年開始，由士師時代轉為以色列王國，在聯合王國時出現三個國王：掃羅（Saul）、大衛（David）和所羅門（Solomon）。另外有說以色列聯合王國的君主亦包括伊施波設，他的父親是掃羅。伊施波設是掃羅的隨從擁立的國王，但並不是耶和華通過祭司膏立的君王，因此並不得到聖經的承認。
掃羅是以色列聯合王國的第一個國王，為撒母耳所立。他英勇善戰，為以色列人平定不少部族；他一生只管作戰，统一了全境， 最后被非利士人所杀。以宗教角度來說，他又多次得罪了神，不遵守神的命令，因而被撒母耳所廢。
掃羅來自人数较少的便雅憫支派。撒母耳在掃羅戰死前多年，已另立猶大支派的大衛為王。掃羅曾多次追杀大衛，均不成功。大衛最著名的战役是用投石器擊敗非利士人的巨人歌利亞。大衛可以說是以色列人最崇拜的國王，猶太人的象徵大衛之星就是代表大衛王。
大衛在位七年半後，約前1003年首次將耶路撒冷定為首都，並擊退非利士人。大衛作王四十年以後逝世，其子所羅門接任王位。所羅門承接大衛留下的這個強大王國，就大興土木，建築堡壘、宮室和耶路撒冷的聖殿。所羅門王在位四十年，統治時期可以說是以色列歷史的黃金時代的頂點，但是他卻埋下王國分裂的種子。
所羅門王在位時一直向北方百姓抽取荷稅以供揮霍及征伐，而南方富人往聖殿參拜炫耀自己的財富，引致北方人民對他不滿，因而種下叛亂的種子，而聖經的描述則是所羅門晚年因迎娶大量外國王妃，引進了不少異教信仰，犯了偶像崇拜之過，導致異教異風開始盛行，致使以色列人偏離耶和華的道所致。所以，在他死後，北方的十個支派便馬上脫離以色列聯合王國，由耶羅波安一世領導；而南方的兩個支派，即猶大和便雅閔，則依然由所羅門的兒子羅波安領導，自此，以色列聯合王國結束，國家分為北國以色列和南國猶大。

### 北國以色列
根據聖經記載，北國在其208年的歷史中，經歷過9個朝代的19位國王（真實歷史並沒有統治者人名紀錄）:
| 國王名稱     | 在位年間（公元） | 備註                              |
| ------------ | ---------------- | --------------------------------- |
| 耶羅波安     | 前931年—前910年  | 開國君主                          |
| 拿答         | 前910年—前909年  | /                                 |
| 巴沙         | 前909年—前886年  | /                                 |
| 以拉         | 前886年—前885年  | /                                 |
| 心利         | 前885年          | 僅在位7天                         |
| 暗利         | 前885年—前874年  | /                                 |
| 亞哈         | 前874年—前853年  | /                                 |
| 亞哈謝       | 前853年—前852年  | /                                 |
| 約蘭         | 前852年—前841年  | /                                 |
| 耶戶         | 前841年—前810年  | /                                 |
| 約哈斯       | 前814年—前798年  | /                                 |
| 約華施       | 前798年—前783年  | /                                 |
| 耶羅波安二世 | 前783年—前743年  | /                                 |
| 撒迦利雅     | 前743年          | 僅在位六個月                      |
| 沙龍         | 前743年          | 僅在位一個月                      |
| 米拿現       | 前743年—前738年  | /                                 |
| 比加轄       | 前738年—前737年  | /                                 |
| 比加         | 前737年—前732年  | /                                 |
| 何細亞       | 前732年—前723年  | 前721年撒馬利亞淪陷，北國以色列亡 |

北國以色列僅國祚二百一十年即亡國，主要是因為以色列以北的地區是平原地區，易攻難守，很容易就會被外敵攻佔。加上北方一直政局不穩定，導致最後被新亞述帝國消滅。

### 南國猶大
大多數現代歷史學家要麼遵循威廉·奧爾布賴特和埃德溫·R·蒂勒建立的較早的年表或 格申·加利爾和肯尼思·基欽的更新年表。
| 國王名稱     | 在位年間        | 備註                                                          |
| ------------ | --------------- | ------------------------------------------------------------- |
| 羅波安       | 前931年—前913年 | /                                                             |
| 亞比雅       | 前913年—前911年 | /                                                             |
| 亞撒         | 前911年—前870年 | /                                                             |
| 約沙法       | 前870年—前848年 | /                                                             |
| 約蘭         | 前848年—前841年 | /                                                             |
| 亞哈謝       | 前841年         | 在位僅一年                                                    |
| 亞她利雅王后 | 前841年—前835年 | /                                                             |
| 約阿施       | 前835年—前796年 | /                                                             |
| 亞瑪謝       | 前796年—前781年 | /                                                             |
| 烏西雅       | 前781年—前740年 | /                                                             |
| 約坦         | 前740年—前736年 | /                                                             |
| 亞哈斯       | 前736年—前716年 | /                                                             |
| 希西家       | 前716年—前687年 | /                                                             |
| 瑪拿西       | 前687年—前642年 | /                                                             |
| 亞們         | 前642年—前640年 | /                                                             |
| 約西亞       | 前640年—前609年 | /                                                             |
| 約哈斯       | 前609年         | 在位僅三個月                                                  |
| 約雅敬       | 前609年—前598年 | /                                                             |
| 約雅斤       | 前598年         | 在位僅三個月                                                  |
| 西底家       | 前598年—前587年 | 前587年或前586年7月耶路撒冷淪陷，猶大王國亡（確實年份有爭議） |

猶大王國的形成是學者們激烈爭論的話題。雖然人們普遍認為公元前10世紀大衛和所羅門的故事很少講述猶大的起源，但目前對於猶大是否是從以色列聯合王國分裂出來而發展起來的，目前還沒有達成共識（正如聖經所說）或獨立。
南國猶大當時的政局比較穩定。另外，猶大國位於丘陵地帶，比較北方容易駐守，因而延長國祚。南國的國祚有三百四十四年。

### 被擄巴比倫
前586年南國猶大被新巴比倫王國所滅，耶路撒冷淪陷之後，猶太人便大批的被擄到巴比倫，留下在原地的只有一些老弱傷殘的猶太人。儘管當時猶太人被擄到外地，他們並沒有忘記自己的宗教和文化，依然在一些祭司和利未人的後裔帶領之下舉行各種宗教活動，並開始建立猶太會堂。
巴比倫被波斯第一帝國所滅以後（前539年），居魯士二世下令猶太人可以回去重建家園，不少猶太人便回到以色列地去（並沒有立國，仍為波斯一部份）。終於，他們在前520年開始重建第二聖殿，並於前445年至前443年重建耶路撒冷城牆，即今哭牆一部分。

### 波斯統治下重建耶路撒冷
當猶太人回到耶路撒冷重建時，主要由地方官員尼希米和祭司以斯拉帶領。但在重建進行中，居住在附近的外邦人常常來攔阻，但最後耶路撒冷還是重建好了。接下來，以斯拉帶領猶太人宣讀律法，重新確立猶太人的信仰。

### 哈斯蒙尼王朝

#### 希臘時期（亞歷山大、托勒密、塞琉古）

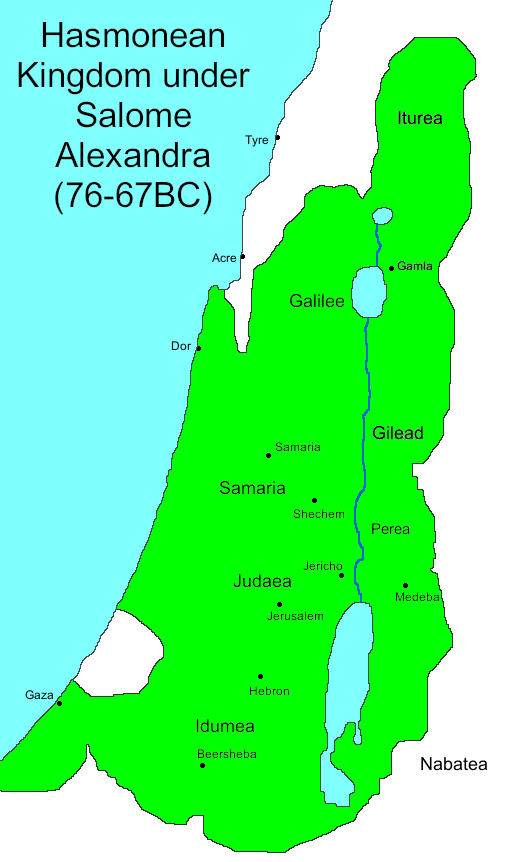
哈斯蒙尼王朝疆土

然而，波斯日漸式微，最後在前332年失去以色列，最終波斯亡於希臘亞歷山大帝國。以色列被亞歷山大大帝實行希臘化統治。在亞歷山大大帝逝世以後，以色列被托勒密王朝統治。托勒密王朝是亞歷山大大帝其中一個將軍托勒密一世的後代，因基地在埃及，托勒密王朝亦被稱為托勒密埃及。托勒密埃及對猶太人非常好，當時猶太人不但有宗教自由，甚至有不少托勒密統治下的外邦人信奉猶太教。第一本舊約聖經（猶太教的塔納赫）希臘文譯本七十士譯本就是當年托勒密埃及為了編纂亞歷山大城的圖書館的書籍，而請了一群拉比來翻譯舊約聖經，最後花了七十年來完成。
可是，因为托勒密埃及的式微，前198年，以色列便為塞琉古帝国所佔領。塞琉古帝國是亞歷山大大帝另一位將軍塞琉古一世的後代，領土包括土耳其、波斯和敘利亞。他們和托勒密埃及相反，禁止猶太人的宗教自由，甚至在聖殿中擺放宙斯的神像，要求猶太人敬拜希臘諸神。最後，這些行為激起猶太人的反抗。最後，猶太人在祭司的後代馬加比家族的帶領之下於前166年趕走塞琉古的軍隊，哈斯蒙尼王朝（前166年—前37年）開始了。馬加比王朝的第一任國王，是猶大·馬加比，他曾經親自領兵四次擊退塞琉古的軍隊。猶大死後，他的兄弟約拿單暫代王位，卻被一個想奪權的軍官殺死。猶大另一個兄弟西門馬上行動，因為當時塞琉古王朝已經沒有能力重新控制以色列，便希望和這位新國王簽下和約。自此，塞琉古便沒有再侵擾以色列了，但宗主國仍為塞琉古，直到塞琉古帝国在公元前116年陷入內戰，哈斯蒙尼王朝親王（國王）約翰·海卡努斯於前110年帶領王朝脫離希臘人掌控，正式獨立並開始一連串的領土擴張。在約翰·海卡努斯的統治下，版圖不斷擴張，把以土買、撒馬利亞和比利亞也收入版圖。他又把首都耶路撒冷美化起來，首次發行錢幣。
前104年，約翰·海卡努斯去世，由亞里士多德一世接任王位，但不到一年，就由亞歷山大·詹納烏斯接任，直到前76年為止。二人也恨法利賽人，並偏袒撒都該人，因而法利賽人受到嚴重的迫害。後來，亞歷山大·納烏斯的妻子莎樂美·亞歷山德拉接任，她是法利賽人，又因而反過來打壓撒都該人。前67年她便逝世，她的兩個兒子約翰·海卡努斯二世和阿里斯托布魯斯二世就發生內戰，互相爭奪王位，為期六年，結果兩敗俱傷。

#### 羅馬時期（共和國和帝國）
公元前63年，新興羅馬共和國滅了殘存在敘利亞的塞琉古帝國，龐培將軍的羅馬軍隊亦開始南下攻打正在內戰的哈斯蒙尼王朝，猶太人明顯不敵被迫成為羅馬附屬國。羅馬人監管下的哈斯蒙尼王朝一直都在進行政治鬥爭。龐培先立支持他的約翰·海卡努斯二世為猶太人的統治者，卻不立他為王，以以色列大祭司名義統治，羅馬在哈斯蒙尼王朝的利益由權臣安提帕特代表。
公元前48年，龐培因為和共和國獨裁官凱撒在法沙勒的一場權力爭奪戰中戰死以後，安提帕特馬上改變立場，支持凱撒，使凱撒升他為猶大省長，地位比許爾堪更要高。同時，凱撒又對猶太人有很大的寛容的態度，給猶太人宗教自由。安提帕特在凱撒的支持下便成為以色列裏最有權力的人。他是徹底忠於共和國的。然而猶太人卻恨他，因為他是以士買人，是他們以前死敵的後代。
前40年，共和國軍政人物（後三頭同盟）馬克·安東尼入侵安息帝國（波斯）時，亞歷山大·詹納烏斯之子安提柯二世自立為王勾結安息人反羅馬推翻海卡努斯二世，前37年安提柯二世被安東尼鎮壓並擊退安息軍隊。安提帕特之子希律在同年受羅馬支持返回耶路撒冷，從安提柯手中奪取了政權（前37年耶路撒冷圍城戰），由於希律不是馬加比王室成員，哈斯蒙尼王朝正式滅亡。他在同年被共和國元老院封為猶太人的王，世稱大希律王，開始了希律王朝。

### 希律王朝

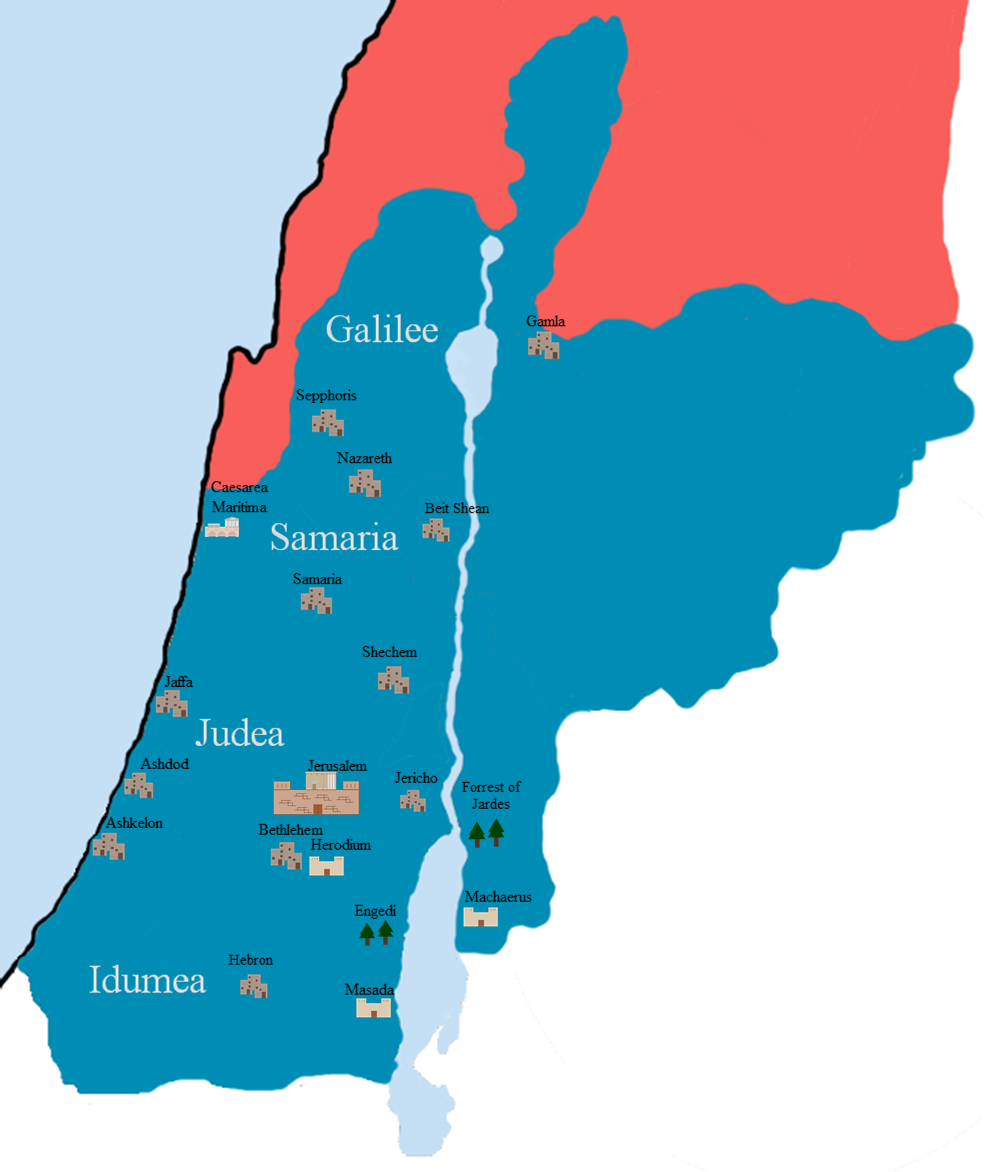
羅馬敘利亞行省（紅色）和大希律王治下的希律猶太王國（藍色），猶太行省的前身，耶穌也是在這個王國時期降生。

希律生於公元前72年的以東，是哈斯蒙尼王朝政治人物安提帕特的其中一位兒子，活在馬加比王室底下所以自小就作為猶太人長大，他父親和羅馬共和國獨裁官尤利烏斯·凱撒關係很好，因此受羅馬人的信任。哈斯蒙尼王朝國王安提柯二世反叛羅馬共和國時，作為凱撒昔日部下的軍頭安東尼支持希律去猶太地奪位，並且最終成功。在希律一生作政客和統治者的生涯中，他代表著羅馬共和國及其後的帝國政府去對付猶太人，比任何人也要多。凱撒死後，羅馬共和國政治勢力又由三個執政官：屋大維，安東尼和雷必达瓜分。東方敘利亞地區便是由安東尼統治的，希律便成安東尼的部下。安東尼是歡喜希律的，這對希律也有很大的幫助。這時候，猶太又發生內戰（安提柯二世叛亂），希律就急忙趕到羅馬請示安東尼。希律更說服安東尼只有希律自己才能維持以色列的秩序，使他在同年被共和國元老院封為猶太人的王，世稱大希律王。
屋大維擊敗安東尼後，希律重新向屋大維稱臣獲得信任以維持自己在以色列的統治。屋大維在公元前27年加冕為首任羅馬皇帝，羅馬帝國正式取代羅馬共和國。
大希律王被認為是一個奸狡而無恥的人，他整天也在鞏固自己在猶太的地盤，這些事的成就，也是藉著暗殺和陰謀建立的；甚至，他的家族中有不少人就因而死在他的手中，例如他心愛的妻子瑪莉安妮，也是被他下令殺死的。她死後，希律非常後悔，差不多要發狂了，他整段統治就是這般恐怖。由歷史學家告訴我們，可以知道他的統治，在未後的日子裡，是恐怖得不可以用筆墨所形容的。但與此同時他也是猶太歷史上最著名的建設者，他擴建了耶路撒冷的第二聖殿（又稱希律聖殿），修建了凱撒利亞的港口，建立馬薩達與希律宮（Herodium）的城牆。
公元前4年，耶穌基督出生。三位前往拜訪小耶穌的先知去見希律，希律為了解決這個新的王，並下令將兩歲以下的婴兒殺光，因此耶穌出生後不久一度前往埃及行省，以逃避希律。

#### 羅馬帝國猶太行省

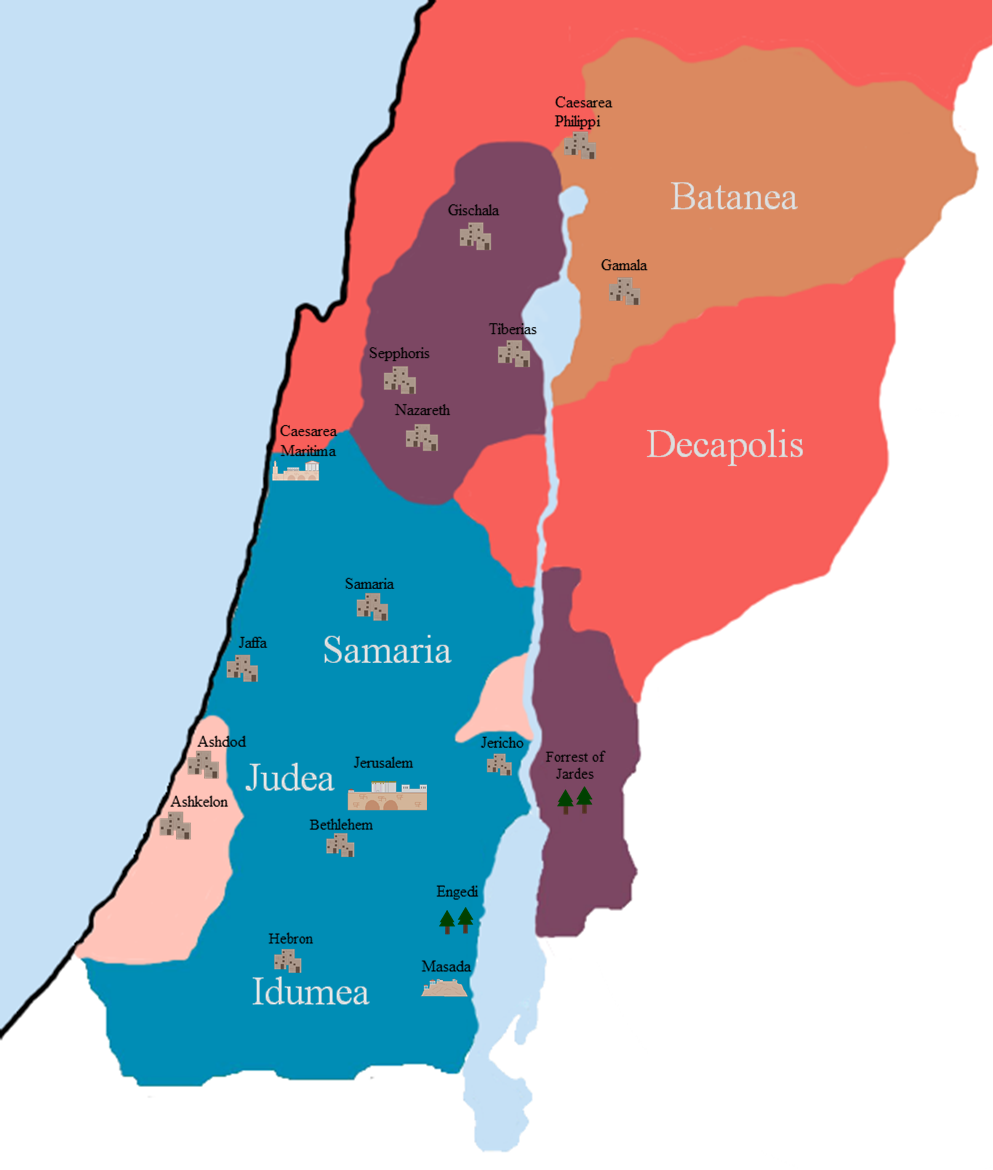
大希律王死後由羅馬帝國分封的各希律子女親屬的王領領地，稱「希律四王制（英语：Herod Tetrarchy）」。其中藍色部分為羅馬猶太行省（由公元6年起，在此之前為四王之一的亞基老領地），紫色為加利利和比利亞的分封王希律·安提帕斯的領地、粉紅色為亞夫內和阿什杜德分封女王莎樂美一世的領地、淺啡色為戈蘭提斯分封王希律·菲利普二世的領地。
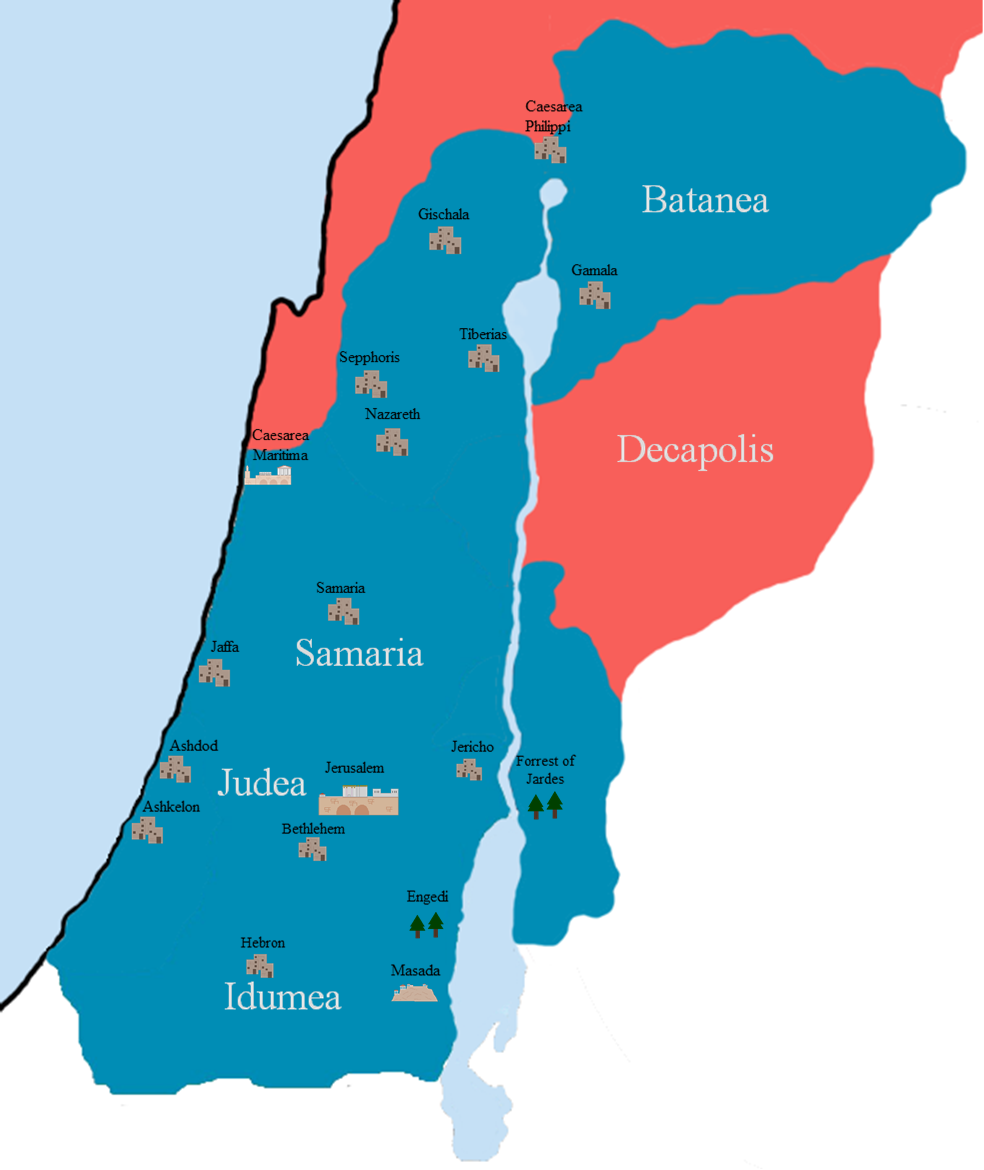
公元41年-44年希律亞基帕一世全盛時期的猶太王國，亞基帕在39年得到了叔叔安提帕斯的加利利封地。此時猶太行省被暫時取消。公元44年亞基帕一世死後，猶太行省重新建立。

大希律王死後羅馬帝國將猶太地分為三個分封王和一個女分封王合共四個猶太王統治，均為希律的後代：希律·安提帕斯、希律·亞基老、希律·菲利普二世和莎樂美一世。其中統治猶地亞核心地區的分封王希律·亞基老因為殘暴統治而於公元6年被羅馬皇帝屋大維罷免，他的領地變為羅馬「猶太行省」，委任羅馬總督/長官管治，而其餘三位分封王：希律安提帕斯、希律菲利普二世和莎樂美一世的領地仍受猶太行省管治，因此三位分封王的存在是象徵性。《聖經》由新約開始，記載的事件歷史背景多為猶太行省和三位分封王領地等地方。羅馬長官的地位及權力亦比由羅馬皇帝指派的猶太地其餘的三位分封王更高。約公元27-30年或30-33年，耶穌開始在加利利海和希伯崙一帶傳道，並在耶路撒冷被門從加略人猶大出賣，移交猶太公會判定死刑後交给羅馬總督彼拉多判钉十字架殉道。
公元6年猶太行省的建立導致了激進反抗組織奮銳黨崛起，奮銳黨人在這130年以来常沖擊羅馬人並挑戰當地羅馬總督及希律王室的權威，社會分裂親羅馬/希律派（他們視希律王朝為復國最後希望）和奮銳黨（呼吁使用暴力反抗罗马人、犹{奸}和撒都该人），為日後的公元66年行省叛亂埋下伏筆。
在《塔木德》中，奮銳黨是个非宗教派系（不追随宗教领袖），被称之为 Biryonim (בריונים)，即“野蛮的”、“蛮荒的”、“暴徒”，并谴责他们的冲动，谴责他们不会委屈求全，保护耶路撒冷的幸存者，以及他们盲目的军国主义，敌视拉比们的求和。他们继续指责奋锐党导致耶路撒冷和第二圣殿的倾覆，使得罗马束缚了犹太人。根据《巴比伦塔木德》，Gittin:56b，在耶路撒冷城被围时（猶太戰爭期間），奮銳黨人摧毁了几十年堆积出的食物和柴火，勒令犹太人出动，在绝望中进行反抗羅馬軍隊。猶太拉比約哈蘭·本·撒該出逃，与羅馬將軍韦斯巴芗（於公元69年成為皇帝）会面，建立贾尼亚会，编撰《米書拿》，使得犹太教得以幸存。
在耶稣升天（只在聖經提及）以後，其門徒約在公元30年或33年就在猶太省首次建立教會，開始基督教的歷史，並使耶路撒冷成為早期基督教的一個傳道中心。然而，羅馬人（他們信奉羅馬神話的諸神）和猶太人視基督徒為異端（至今部份正統派猶太人依然視基督教為異端），因而不断的迫害，甚至殺死基督徒，很多基督徒因而離開猶大，向到安提阿、亞歷山大等外邦城市，並開始向羅馬帝國的外邦人佈道。最後，基督教完全成為羅馬帝國的主要宗教，並在公元380年正式定為帝國國教。
公元39年，大希律王的孫子希律亞基帕一世受羅馬皇帝卡利古拉准許，獲得叔父希律安提帕斯的封地（亞基帕在權鬥中擊敗安提帕斯）。公元41年，卡利古拉在羅馬城被禁衛軍刺殺，擁立了克勞狄一世為新皇帝，而亞基帕一世因為支持克勞狄而重新獲得整個猶太地，繼大希律王後又一位王作為猶太人的王直到他在44年死亡。其後希律亞基帕二世繼位，但只擁有加利利和先前希律菲利普二世的封地，猶太行省仍然存在，所以亞基帕二世不是像他的祖父和父親那樣有“猶太人的王”稱號。公元66年，當地猶太人發起了猶太戰爭，遭到第十海峽軍團的镇压，亞基帕二世逃往羅馬城，亞基帕二世本人則在公元100年死去，希律王朝亦在此時終結。

### 古典时代晚期

#### 羅馬帝國後期及東羅馬帝國時期

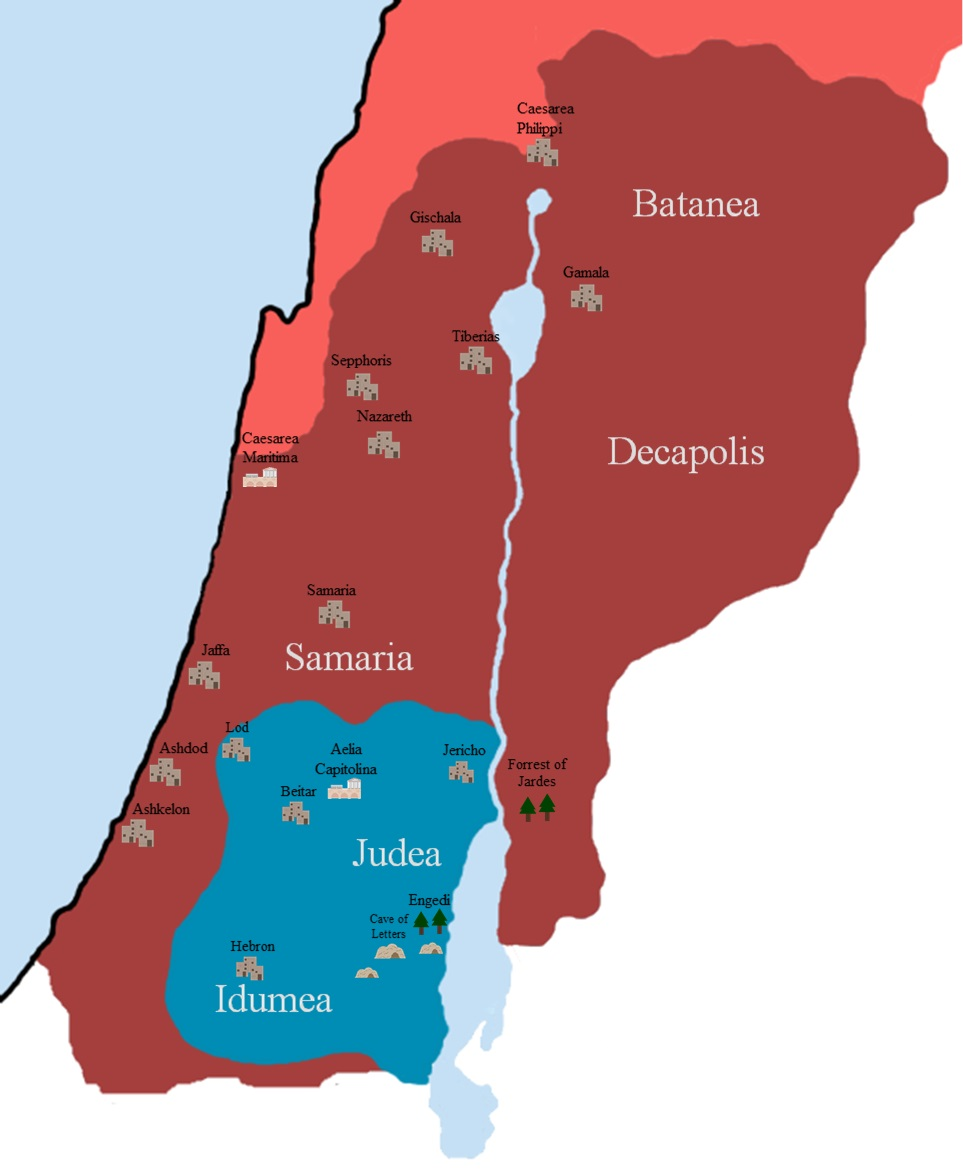
132年-135年巴爾柯赫巴起義的範圍（藍色）

135年猶太人在猶太行省的巴爾柯赫巴起義被鎮壓以後，羅馬人把所有猶太人由猶太行省驅逐出，同時將該地重新命名為「巴勒斯坦」，耶路撒冷改名為愛利亞加比多連，自此猶太人開始近二千年的大流散。只有少數的猶太人能躲在巴勒斯坦的山區，才能依然住下去，猶太教最重要的兩本經籍《密西拿》和《塔木德》經也是在這段時期寫成。。同時，基督教在公元一世紀後期，宣教基地已經由耶路撒冷轉移至安提阿、以弗所、哥林多、亞歷山大港、羅馬城等羅馬帝國其他大城市，信徒也愈來愈多外邦人，反而猶太信徒則日益減少。加上羅馬帝國對基督教的迫害（尼祿和戴克里先在位時的迫害最甚），基督教在猶大地區的活動也減少了。然而，313年，基督教成為羅馬帝國的國教以後，猶大地區的基督教又活躍起來。直到在伊斯蘭帝國佔領耶路撒冷以前，羅馬帝國的基督徒可以自由地前往耶路撒冷朝聖。
390年猶太行省正式被拆分為三個省份。395年羅馬帝國分裂後由拜占庭帝國（東羅馬帝國）繼承，直到636年阿拉伯穆斯林的到來。425年，加利利的猶太人向東羅馬帝國皇帝狄奥多西二世的妻子艾莉婭·歐多琪亞皇后請願，希望猶太人能在第二聖殿遺址旁（西牆）祈禱。皇后答應了他們的請求，猶太人終於得到官方的允許，重新回到耶路撒冷定居。

## 中世紀

### 阿拉伯帝國統治時期
伊斯蘭教在第七世紀創立以後以驚人的速度擴張。632年伊斯蘭控制整個阿拉伯半島以後，剛好當時北邊的兩大帝國：東羅馬帝國（拜占庭帝國）和波斯薩珊王朝因為處於長期戰爭令阿拉伯人有機可乘。
同時東羅馬帝國治下的猶太人也不滿反猶政策，該地猶太人曾經在614年發動叛亂，協助已經攻佔了敘利亞的波斯薩珊王朝占領耶路撒冷。但隨後叛亂被剿滅，大量猶太人慘遭屠殺。最終因東羅馬反攻薩珊王朝至首都附近而導致波斯發生政變求和。兩國返回戰前邊界，東羅馬暫時收復敘利亞、埃及和以色列地區後由於宗教以及財政問題處理不當，致使在該地的支持度下滑。
638年，阿拉伯帝国擊敗東羅馬軍隊後占領耶路撒冷，651年又征服了波斯薩珊王朝。691年，伊斯蘭在佔領耶路撒冷以後，阿拉伯哈里发阿布杜勒·马里克在登霄石，即圣殿山聖殿的原址上建造岩石圆顶。传说在这個地方便是亚伯拉罕準備以他的儿子作奉獻祭，《圣经》上记载他奉獻的是小兒子以撒（一譯「易司哈格」），穆斯林認為他奉獻的是大兒子伊希梅尔（一譯「以實瑪利」或「依市瑪耳」）。三个世纪后他们又在这里建造阿克萨清真寺。在穆斯林统治初期，在宗教上比较宽容，住在耶路撒冷的基督徒和犹太人在缴纳人頭稅后，可以获得自治权。
1010年，自阿拉伯帝國分裂出來的埃及法蒂玛王朝哈里发哈基姆下令摧毁耶路撒冷所有的基督教堂和犹太会堂。

### 十字軍東征
在1099年因拜占庭帝國皇帝阿歷克塞一世向教宗烏爾巴諾二世請求號召西方志願兵來對抗佔領以色列的塞爾柱帝國及法蒂瑪王朝（先前塞爾柱、拜占庭和法蒂瑪三國已經為爭奪這地區而發生多次戰爭），和以收復聖地黎凡特和耶路撒冷等地為口號，第一次十字軍東征就此展開，東征結束後建立了耶路撒冷王國以對抗東方的伊斯蘭政權。
耶路撒冷王國普遍不被視為一個歷史上的以色列國家，因其主要宗教並非猶太教而是羅馬天主教，其二因其國內居民主要為來自東征結束後居住在此地的歐洲人和當地的穆斯林。
在王國末期許多歐洲國家和伊斯蘭國家支配，許多列強透過聯姻等方式將耶路撒冷視為目標，且因歐洲列強的操控導致內部有許多紛爭，王國勢力日益衰弱，在十二世紀中葉時先後被贊吉王朝的埃米爾努爾丁和阿尤布王朝的蘇丹薩拉丁侵略，王國一度滅亡但在第三次十字軍東征後復國，但此時王國只是西方基督教世界和東方伊斯蘭文明之間的一支棋子而已，王國最終在1291年馬穆魯克王朝蘇丹阿什拉夫·哈利勒的征服而滅亡。

### 蒙古第三次西征
13世纪末蒙古軍消滅阿尤布王朝、阿拔斯王朝、羅姆蘇丹國及木剌夷，蒙古軍攻至加沙。

### 埃及馬木留克王朝時期
馬木留克在13世紀末趕走蒙古人後徹底消滅了耶路撒冷王國及其它十字軍國家，後又統治了以色列三百多年。

## 近代

### 鄂圖曼帝國統治時期
1516年鄂圖曼帝國征服了埃及馬木留克後統治以色列地區長達四百多年。直到1918年第一次世界大戰完結。

### 巴勒斯坦託管地時期
第一次世界大戰結束後，鄂圖曼帝國瓦解。1920年4月，召開了圣雷莫会议，巴勒斯坦劃為國際聯盟第一類託管地。1936年巴勒斯坦阿拉伯人大起義後，1937年英國皮爾委員會的報告首次提議將巴勒斯坦分為兩個國家（猶太人和阿拉伯人）。

## 现代

### 1948年立國
135年猶太人在猶太行省的叛亂被鎮壓以後，羅馬帝國皇帝哈德良把所有猶太人由猶太行省驅逐出，同時將該地重新命名為「巴勒斯坦」，於是猶太人開始分居世界各地。這片土地隨後由巴勒斯坦人（阿拉伯人）居住數千年。而世界各地的猶太人在強烈建國意願下，世界猶太民族主義組織於1897年成立，積極從事建國行動。

#### 衝突、對立
第一次世界大戰之前，土耳其人在巴勒斯坦地區生活，1914年第一次世界大戰爆發後，由於鄂圖曼帝國和德意志帝國聯盟，大英帝國利用阿拉伯人反抗土耳其，並承諾於戰後建立一個包括巴勒斯坦在內的阿拉伯獨立王國。但與此同時，猶太人建國行動亦得到英國的支持，於是英國政府背棄對阿拉伯人的承諾，由英國外相貝爾福於1917年11月發表一篇《貝爾福宣言》：英國政府贊成猶太人回歸巴勒斯坦以建立一個民族國家，並努力促成此一目標之達成。遂使猶太人紛紛返回巴勒斯坦購買土地。所以1860年代，此區猶太人僅12000人，到1922年己激增至84000人，且大量購置土地。
以巴衝突與對立日漸增高，遂使英國政府兩面不討好。英國政府於1920年4月25日接受國際聯盟委治此地區。英國政府於1946年7月提出一項分治計畫，但遭雙方反對，聯合國大會於次年11月通過另一個阿猶分治計畫，因猶太人將佔據自己一千多年來的大半土地，阿拉伯人堅決反對。英國先前曾聲明若阿猶雙方不能接受聯大的計畫，英國將於1948年5月15日撤軍並交出委任權。阿聯盟於1947年8月19日在黎巴嫩集會，決議聯大若通過此分治計畫，便秘密派兵進入巴勒斯坦，遂引發起第一次以阿戰爭。
1947年聯大通過分治計畫時，巴勒斯坦之動亂即開始擴大。
1948年5月14日英國終止對巴勒斯坦之託管，以色列立即於次日宣佈建國，以本古里安為第一任總理，埃及、敘利亞、約旦、黎巴嫩、伊拉克五國大肆入侵以色列，同時派兵佔領巴勒斯坦，以色列作出反擊，以阿戰爭正式開始。

### 独立战争和移民
以色列国建立後，埃及、叙利亚、约旦、黎巴嫩和伊拉克五国联合向以色列发动进攻，阿以战争进入第二阶段。在北部，叙利亚、黎巴嫩和伊拉克的军队在边界被阻。约旦军队从东面袭来，并占领东耶路撒冷。犹太民兵成功地阻击南线的埃及军队。6月初，联合国宣布停火一个月，以色列同时组建国防军。经过几个月的战斗，双方宣布停火，并且划定临时边界，即所谓绿线。以色列多佔領27%在约旦河西托管区的领土，约旦取得犹大和撒馬利亞等山地，即约旦河西岸。埃及获得地中海沿岸的一个长条地区，即加沙地带。
纳粹种族大屠杀的幸存者和从阿拉伯国家逃离的犹太难民，在一年内使以色列人口增加一倍。在随后的10年里，有60万东方犹太人移民到以色列。
在同時，有高達70萬民居住於阿拉伯國家的猶太人被無條件驅逐，而以色列政府一概吸收所有的猶太難民。

### 1950和1960年代
以色列於1955年至1956年间發動名為拉封事件的對埃及之恐怖攻擊。1956年埃及回应以“苏伊士运河国有化”，此举令英法两国甚为懊恼。以色列与这两个欧洲强国暗中建立军事同盟，一起向埃及報復，苏伊士运河危机爆发。三个始作俑国面临国际谴责，以色列被迫从西奈半岛撤军。
1961年，猶太人大屠殺的主要责任人之一、纳粹战犯阿道夫·艾希曼被以色列特工綁架。
1967年5月，以色列与邻国的紧张关系再度升级。埃及驱逐驻扎在加沙地带的联合国维持和平部队，宣布战略要地堤蓝海峡向以色列船只关闭，以色列认为这是不宣而战，于是在6月5日向埃及发动攻擊。六日战争中，以色列憑藉北約及美國政府的支持，击败蘇聯支持下的阿拉伯国家，并且摧毁他们的空军力量。以色列完全佔領约旦河西岸、加沙地带、西奈半岛和戈兰高地。1949年的绿线被藐視成以色列在占领领土上的行政边界。尽管以色列占领区存在主权争议，以色列還是違反國際法與聯合國決議佔據东耶路撒冷和戈兰高地。《以埃和平条约》签字后，西奈半岛归还埃及。
1969年果尔达·梅厄当选以色列总理。

### 1970年代
1968至1972年间的战争被成为消耗战，在以色列与叙利亚和埃及之间的边境发生多起冲突。1970年早期，巴勒斯坦人向以色列和其他国家的犹太人发动数波袭击浪潮。攻击在1972年的慕尼黑奥运会达到巅峰。巴勒斯坦恐怖组织绑架和杀害数名以色列奥运代表团成员。以色列用“天譴行動”还以颜色，其情报特務局（摩萨德）暗杀所有参与绑架行动的成员。
1973年10月6日，埃及和叙利亚在传统犹太节日赎罪日向以色列发动突然袭击，是為贖罪日戰爭，但是未能达成收复1967年丧失的领土这一目标。战后数年相对平静时期催生以埃和平。
1974年梅厄夫人辞职后，伊扎克·拉宾就任第五任总理。是年11月，埃及总统穆罕默德·安瓦尔·萨达特对以色列进行历史性访问，并在以色列国会发表演讲——这是以色列首次被阿拉伯邻国承认。此次访问后，两国经谈判达成《戴维营协议》。1979年3月，萨达特和贝京在美国首都华盛顿签署《以埃和平条约》，以色列从西奈半岛撤出军队和居民点。

### 1980年代
1981年7月7日，以色列空军炸毁伊拉克的核反应堆，使伊拉克制造核武器的努力受挫。
1982年以色列趁機向內戰多年的黎巴嫩发动攻击，並辯稱與真主黨的交惡無關。以色列官方的进攻藉口是：保护频繁遭受恐怖袭击的以色列北部边境。然而，以色列国防军建立40公里宽的隔离地带后，继续向北进攻，并占领黎巴嫩首都贝鲁特。在以色列的军事驱逐下，巴解组织总部被迫迁往突尼斯；另一方面，以色列軍在包圍薩布拉（Sabra）和沙提拉（Shatila）這兩個難民營期間，支持黎巴嫩基督徒長槍黨民兵進入對難民進行大屠殺，在數日內殺害數千無辜伊斯蘭教徒。总理贝京难以承受战争带来的国内外压力，于1983年辞职，被沙米尔取代。1986年以色列从黎巴嫩大部分地区撤军，驻扎在缓冲区的部队直到2002年5月才撤离。
1980年代的其余时间，以色列政坛在左翼和右翼之间摇摆，沙米尔和希蒙·佩雷斯轮流担任总理。

### 1990年代
1991年的海湾战争中，伊拉克向以色列发射数枚飞毛腿导弹，造成两名以色列公民死亡，试图把以色列拖入战争，以瓦解包括几个阿拉伯国家在内的、美国领导的联军。
1990年代初期出现大规模的苏联犹太人回归潮，根据新的《回归法》，新移民抵埠后立即获得公民权。1990－1991年间，移民人数达380,000人。虽然新移民往往倾向右翼党派，但他们成为工党的竞选争取目标，工党将他们的就业和住房问题归咎于执政的利库德集团。结果，在1992年的大选中，新移民大量倒向工党，使左派在国会选举中以61比59取得多数议席。
1992年1月，以色列与中华人民共和国正式建立外交关系。
1992年大选的结果是，伊扎克·拉宾成为总理并组成左翼联合政府。竞选纲领中，工党承诺强化公民人身安全，在选举后的6到9个月内与阿拉伯人达成广泛的和平成果。1993年底，以色列放弃马德里框架，与巴解组织签署奥斯陆协议。1994年，约旦成为第四个与其有和平协议的邻国。
哈马斯组织反对奥斯陆协议，并发动空前的恐怖袭击浪潮，使以色列公众对协议的广泛支持逐渐消失。1995年11月4日，犹太民族主义武装份子Yigal Amir刺杀拉宾。
公众对刺杀事件的沮丧情绪产生对奥斯陆协议反对派的反感，增加拉宾的继任者希蒙·佩雷斯在即将到来的1996年大选中获胜的机会，佩雷斯是奥斯陆协议的设计者。然而，新的自杀炸弹袭击浪潮使公众情绪再次摇摆，1996年5月佩雷斯以微弱劣势败给利库德集团的本雅明·内塔尼亚胡。
尽管内塔尼亚胡看上去像是反对奥斯陆协议的强硬派，他从希伯伦撤军并且签署《怀伊河备忘录》，给予巴勒斯坦民族权力机构更大的权力。在内塔尼亚胡任内，以色列经历恐怖活动相对平静时期，但是他的政府于1999年垮台。工党以较大优势在大选中击败利库德集团，埃胡德·巴拉克继任总理。

### 2000年代
2000年巴拉克宣布从黎巴嫩单方面撤军。这一举动的用意是，挫败真主党的进攻，并迫使攻击者进入以色列边界。
2000年7月，在美国总统比尔·克林顿的主导下，巴拉克和阿拉法特在戴维营举行谈判。然而，谈判最后破裂，没有取得任何新成果。巴拉克提出向巴勒斯坦权力机构移交90%的西岸和加沙地带领土的建议，但被阿拉法特拒绝。
和谈破裂后，巴勒斯坦人在阿里埃勒·沙龙访问耶路撒冷圣殿山后举行第二次起义。谈判失败和新战事的爆发令左右翼人士均抛弃巴拉克，和平步伐亦趋缓。
2001年3月，阿里埃勒·沙龙成为新任总理，他领导的利库德集团在2003年大选再度获胜。沙龙发起单方面从加沙地带撤军行动，脱离接触计划在2005年8月至9月实施。沙龙的決定受到他领导的利库德集团反对，他退出领导的利库德集团，另組以色列前进党。
在第二次起义中，逾1000名以色列人在巴勒斯坦军事组织的袭击中丧身；愈3000名巴勒斯坦人被以色列部队杀死，41名被以色列平民杀死，181名巴勒斯坦人被自己的同胞杀死。
以色列違反國土協議在約旦河西岸建立隔离墙，墙全长681公里，侵占巴勒斯坦於西岸9.5%的领土，嚴重影響巴國平民生計。隔离墙受到国际社会和以色列左翼人士批评，然而，由于它对以色列的国家安全至关重要，受到以色列大多数公众的支持。
2006年1月4日，沙龙中风后，总理职位由艾胡德·奧爾默特代理。3月28日，以色列议会选举举行。以色列前进党获得120个席位中的28席，以色列工党获得20席，沙斯党获得13席，比塔纳以色列党获得12席，利库德集团获得11席，宗教民族党获得9席，圣经党获得6席，另外的席位被其他几个主要小党获得。5月4日，以奥尔默特为总理的联合政府宣誓就职， 由前进党、工党、沙斯党和退休者联盟四个党组成，在议会中拥有67席。10月30日，以色列是我们的家园加入政府，该党在议会有11个席位。
2007年1月25日，面临性侵犯和滥用职权指控的总统摩西·卡察夫暂时停职，议长达利娅·伊齐克自动出任代总统。6月13日，举行总统选举，前总理希蒙·佩雷斯当选。
2009年以色列大選，內塔尼亞胡領導的以色列聯合黨贏得國會27席，因右翼政黨佔大多數，可以負責組建聯合政府。4月1日右翼聯合政府正式成立，內塔尼亞胡相隔十年再度成為以色列總理，執政至今，其強硬右翼作風，以巴之間的和談與巴勒斯坦建國事宜陷入僵局。他在2013年及2015年成功連任。